# العوامرة الشرقية (زوادة)
العوامرة الشرقية هي إحدى مشيخات المملكة المغربية، تتبع جغرافيا لإقليم العرائش وإداريًا لزوادة. يقدر عدد سكانها بـ 2984 نسمة حسب الإحصاء الرسمي للسكان والسكنى لسنة 2004.